# U-216
U-216 je bila nemška vojaška podmornica Kriegsmarine, ki je bila dejavna med drugo svetovno vojno.

## Zgodovina
U-216 je bila podmornica razreda VIID. V vojaško službo je bila sprejeta 15. decembra 1941 kot del 5. podmorniške flotilje. Od 1. septembra 1942 je kot del 9. podmorniške flotilje sodelovala v borbenih operacijah. Na njeni prvi bojni plovbi jo je 25. septembra 1942 z globinskimi bombami uničil britanski bombnik Liberator.

## Poveljniki
| Poveljniki |             |                   |                                      |
| Št.        | Čin         | Ime               | Poveljstvo                           |
| 1.         | Nadporočnik | Karl-Otto Schultz | 15. december 1941 - 20. oktober 1942 |

## Tehnični podatki
| Kategorije                                    | Podatki                       |
| --------------------------------------------- | ----------------------------- |
| Teža (t): na površju pod površjem polna Teža  | 965 1.080 1.285               |
| Dolžina (m) - tlačni trup (m)                 | 76,9 - 59,8                   |
| Širina (m) - tlačni trup (m)                  | 6,38 - 4,7                    |
| Izpodriv (m)                                  | 5,01                          |
| Višina (m)                                    | 9,7                           |
| Moč (hp): na površju pod podvršjem            | 3.200 750                     |
| Hitrost (vozlov): na površju pod podvršjem    | 16,7 7,3                      |
| Doseg (milja/vozel): na površju pod podvršjem | 11.200/10 69/4                |
| Torpeda/Torpedne cevi                         | 14/5 (4 na premcu, 1 na krmi) |
| Krovni top (mm)                               | 88 (22 granat)                |
| Mine                                          | 15 SMA                        |
| Posadka                                       | 46-52                         |
| Maksimalni potop (m)                          | 200                           |

## Potopljene ladje
| Datum              | Ime                               | Država              | Tonaža    | Usoda      |
| ------------------ | --------------------------------- | ------------------- | --------- | ---------- |
| 25. september 1942 | SS Boston (1924) (potniška ladja) | Združeno kraljestvo | 4.989 BRT | potopljena |